# Німенко Максим Андрійович
Німенко Максим Андрійович (нар. 28 квітня 1982, Київ) — український живописець, графік, художник-постановник. Член НСХУ (2004), Української кіноакадемії (2022).

## Життєпис
Народився 28 квітня 1982 року в Києві в родині митця Андрія Німенка та мовознавиці Лариси Масенко. У 1996—2000 роках навчався в Художній школі імені Тараса Шевченка.
У 2006 році закінчив Національну академію образотворчого мистецтва і архітектури (монументальне відділення факультету живопису; педагог — Микола Стороженко).

## Творчість

### Образотворче мистецтво
Працює в галузях станкового та монументального живопису, станкової та книжкової графіки. Авторському стилю М. Німенка властивий синтез наївного мистецтва та академічної школи. Учасник всеукраїнських та міжнародних мистецьких виставок. Окремі роботи зберігаються в приватних колекціях в Україні та за кордоном. 
Вибрані роботи: «Віра», «Кирило» (обидві – 1999), «Олена» (2000), «Степ», «Ботанічний сад» (обидві – 2002), «Кінбурнська коса» (2003), «Седнів» (2004), «Туман», «Поле», «Пагорб», «Льотчик Шутов», «Раншель» (усі – 2005), «Адам і Єва», «Вигнання з Раю», «Чарівний ліс» (усі – 2006), «Зима», «Пізня осінь», «Дерево», «Посадка», «Київ 1», «Київ 2» (усі – 2007), «Чарівний сад» (2009), «Вечір в Теліжинцях» (2014), «Портрет батька».

#### Вибрані виставки
- «Веселі Боковеньки» - галерея «Мистець». Спільно з І. Михайловим (Київ; 2007).
- «День у день» — галерея «Дзиґа» (Львів; 2009).
- проект «L – 2» — (Люблін – Львів; 2009).
- «Abstrakt visual test» — «Я-галерея». Куратор Н. Філоненко (Київ; 2010).
- «N-dimension» — Ludmila Bereznitska & Partner Gallery (Київ; 2010).
- «Пастельний день» — «Pit-ART» (Київ; 2010).
- «Tamagochi» — Центр візуальної культури НаУКМА. Куратор Якубенко А. (Київ; 2011).

#### Проілюстровані книжки
- У. Старк. «Мій друг Персі Бофало Біл і я» Теза (2004)
- Є. Гуцало. «Лелеченя» Знання-Прес (2008)
- М. Яснов. «Життя видатних тварин» Грані-Т (2008)
- В. Рутківський. «Сині води» Темпора (2011)

### Кінематограф
Художник-постановник фільмів:
- «Ефір» (2018)
- «Стоп-Земля» (2021)
- «Снайпер. Білий ворон» (2021)
- «Де гроші» (2021)
- «Кава з кардамоном» (2021)
- «Стан» (2022)
- «Ерик — кам'яне серце» («Erik Stoneheart») (2022).

Актор другого плану:
- Дивне Різдво (2006)

- Такі красиві люди (2013)[3].

### Відзнаки та нагороди
- Перемога в номінації «Найкращий художник-постановник» VI Кінопремії «Золота дзиґа» за роботу над фільмом «Стоп-Земля»[4].

## У мережі
- Роботи М. Німенка на власному сайті
- Роботи М. Німенка в аукціонному домі Goldens
- Роботи М. Німенка на відеоплатформі Vimeo
- 12 кімнат і три коридори. Художник-постановник серіалу "Кава з кардамоном" розповів, як створював атмосферу середини XIX століття